# Éric Prié
Éric Prié (* 14. März 1962 in Paris) ist ein französischer Schachspieler.
Die französische Einzelmeisterschaft konnte er 1995 in Toulouse gewinnen. Er spielte für Frankreich bei drei Schacholympiaden: 1990, 1994 und 1996. Außerdem nahm er an den Europäischen Mannschaftsmeisterschaften (1989 und 1992) teil.
In Frankreich spielte er für den Club de Montpellier Echecs (2001/02 bis 2009/10).
Im Jahre 1989 wurde ihm der Titel Internationaler Meister (IM) verliehen. Der Großmeister-Titel (GM) wurde ihm 1995 verliehen.
| Die zur Anzeige dieser Grafik verwendete Erweiterung wurde dauerhaft deaktiviert. Wir arbeiten aktuell daran, diese und weitere betroffene Grafiken auf ein neues Format umzustellen. (Mehr dazu) |